# Eldama Ravine
Eldama Ravine är huvudort i distriktet Koibatek i provinsen Rift Valley i Kenya.